# Angeliki Karapataki
Angeliki Karapataki (in greco Αγγελική Καραπατάκη?; 19 febbraio 1975) è una pallanuotista greca, vincitrice di una medaglia di argento ai giochi olimpici di Atene 2004.